# ポロヴェーツィケ (キーウ州)
ポロヴェーツィケ（ウクライナ語：Полове́цьке；意訳：「欽察村」）は、ウクライナのキーウ州オブーヒウ地区にある村。ローシ川河岸に位置する。村名は中世後期にキエフ大公国の南部に居住していた遊牧民、ウクライナ語名で「ポーロヴェツィ」と呼ばれた欽察族に由来する。11世紀に大公に従う欽察族の一部が集落を創建したと考えられる。11世紀以後の要塞化された集落跡がある。面積は約0.7km²（2005年）。人口は124人（2005年）。